# Piletocera ochrosema
Piletocera ochrosema is een vlinder van de familie van de grasmotten (Crambidae). De wetenschappelijke naam van deze soort is voor het eerst voorgesteld als Diplotyla ochrosema door Edward Meyrick in een publicatie uit 1886.
De soort komt voor in Vanuatu en Fiji.